# Міддлбург (округ Вашингтон, Меріленд)
Міддлбург (англ. Middleburg) — переписна місцевість (CDP) в США, в окрузі Вашингтон штату Меріленд. Населення — 73 особи (2020).

## Географія
Міддлбург розташований за координатами 39°43′4″ пн. ш. 77°43′26″ зх. д. / 39.71778° пн. ш. 77.72389° зх. д. (39.717666, -77.723876).  За даними Бюро перепису населення США в 2010 році переписна місцевість мала площу 0,25 км², уся площа — суходіл.

## Демографія
Згідно з переписом 2010 року, у переписній місцевості мешкало 70 осіб у 24 домогосподарствах у складі 15 родин. Густота населення становила 277 осіб/км².  Було 26 помешкань (103/км²).
Расовий склад населення:
| - 97,1 % — білих - 1,4 % — чорних або афроамериканців - 1,4 % — осіб інших рас |

До двох чи більше рас належало 0,0 %. Частка іспаномовних становила 1,4 % від усіх жителів.
За віковим діапазоном населення розподілялося таким чином: 25,7 % — особи молодші 18 років, 62,9 % — особи у віці 18—64 років, 11,4 % — особи у віці 65 років та старші. Медіана віку мешканця становила 36,8 року. На 100 осіб жіночої статі у переписній місцевості припадало 141,4 чоловіків;  на 100 жінок у віці від 18 років та старших — 147,6 чоловіків також старших 18 років.
Цивільне працевлаштоване населення становило 15 осіб. Основні галузі зайнятості: освіта, охорона здоров'я та соціальна допомога — 100,0 %.